# شيلي ماكميلون
شيلي ماكميلون (بالإنجليزية: Shellie McMillon)‏ مواليد 11 مارس 1936، كان لاعب كرة سلة أمريكي. بدأ مسيرته الاحترافية في سنة 1958. تم اختياره من قبل فريق ديترويت بيستونز خلال الدرافت. بلغ طوله 6 قدم 5 بوصة (2.0 م). اعتزل اللعب في 1962. لعب مع ديترويت بيستونز وأتلانتا هوكس.

## روابط خارجية
- شيلي ماكميلون على موقع إن بي أي (الإنجليزية)
- شيلي ماكميلون على موقع سبورتس رفرنس (الإنجليزية)
- شيلي ماكميلون على موقع كلية كرة السلة في سبورتس رفرنس.كوم (الإنجليزية)
- شيلي ماكميلون على موقع ريلجم (الإنجليزية)
- شيلي ماكميلون على موقع بروبوليرز (الإنجليزية)